# IPSTAR
IPSTAR – tajlandzki dostawca satelitarnego dostępu do Internetu na terenie Azji Południowo-Wschodniej; spółka zależna tajlandzkiego operatora Thaicom. Firma korzysta z satelitów THAICOM-4 i THAICOM-5. Posiada około 230 tys. terminali dostępowych, które mają do dyspozycji maksymalnie 45 Gbps przepustowości (4/2 Mbps na połączenie).
Firma dostarczyła bezpłatnie władzom Filipin terminale dostępowe IPSTAR w celu wspomagania akcji ratowniczych i zarządzania kryzysowego w związku z tajfunem Haiyan w 2013 roku.
Bramy sieciowe IPSTAR znajdują się w następujących lokalizacjach:
- Australia: Broken Hill, Kalgoorlie
- Chiny: Guangzhou, Pekin, Szanghaj
- Filipiny: Manila
- Indie: Delhi, Mumbaj
- Indonezja: Dżakarta
- Japonia: Tokio
- Kambodża: Phnom Penh
- Korea Południowa: Seul
- Malezja: Kuala Lumpur
- Mjanma: Rangun
- Nowa Zelandia: Auckland
- Tajlandia: Bangkok
- Tajwan: Tajpej
- Wietnam: Hanoi